# Приводний ланцюг

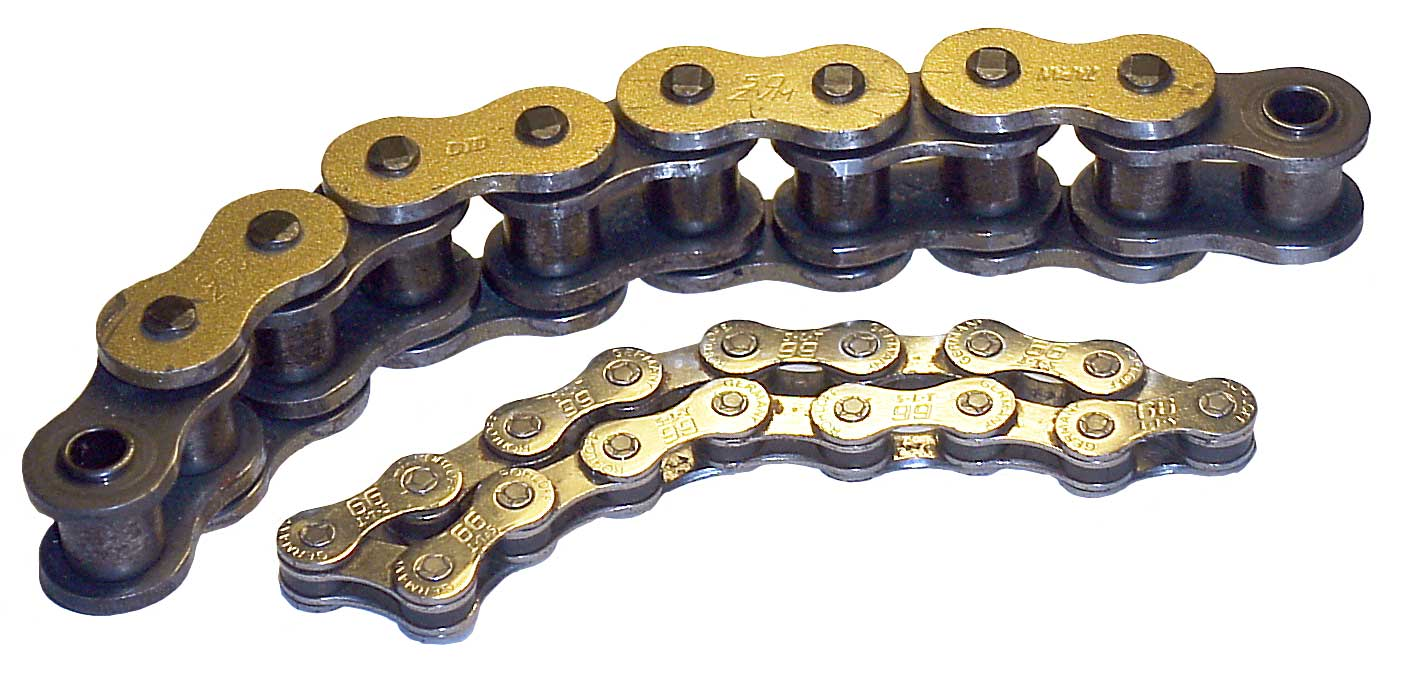
Привідні роликові ланцюги двох типорозмірів

Приводни́й ланцюг або урухо́мний ланцю́г — ланцюг, що призначений для передавання механічної енергії від ведучого вала до веденого у ланцюгових передачах.
Ланцюг складається із з'єднаних шарнірами ланок, які забезпечують рухливість або «гнучкість» ланцюга. Основними геометричними характеристиками ланцюгів є крок ланцюга t і відстань між внутрішніми пластинами Bвн, основною силовою характеристикою — руйнівне завантаження, котре визначається дослідним шляхом.
Для урухомних ланцюгів характерні (порівняно з тяговими ланцюгами) малі кроки (для зменшення динамічних навантажень) і зносостійкі шарніри (для підвищення довговічності).

## Класифікація

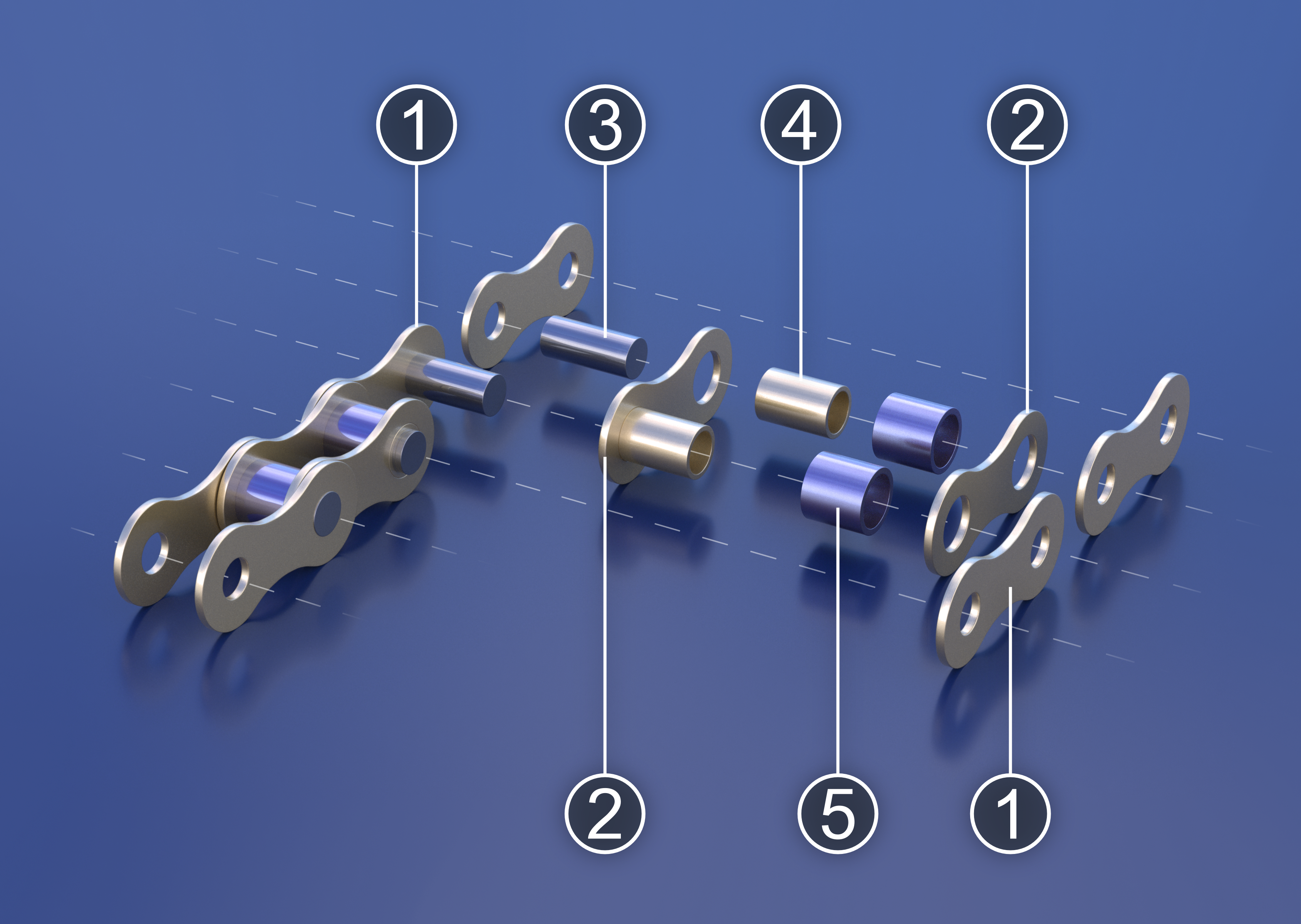
Конструкція роликового ланцюга: 1. Пластина зовнішньої ланки 2. Пластина внутрішньої ланки 3. Валик (пін) 4. Втулка 5. Ролик

Роликовий ланцюг із зігнутими пластинами

Урухомні ланцюги за конструкцією бувають: роликові та втулкові а також, зубчасті.

### Роликові ланцюги
Роликовий ланцюг типу ПР складається з ланок двох типів: зовнішніх та внутрішніх. Окремі деталі ланцюга: 1 — пластина зовнішньої ланки; 2 — пластина внутрішньої ланки; 3 — валик; 4 — втулка; 5 — ролик. Пластини внутрішньої ланки 2 напресовані на втулки 4 і утворюють нерухоме з'єднання. Валик З вільно входить у втулку і утворює циліндричне шарнірне з'єднання. Зовнішні пластини 1 напресовані на валики, які на торцях розвальцьовані. Ролик 5 на втулці 4 може вільно обертатись при вході у зачеплення із зубцями зірочки.
У рухомих спряженнях втулки з валиком і роликом має місце тертя ковзання, у спряженні роликів із зубцями зірочок переважає тертя кочення.
Урухомні роликові ланцюги бувають одно- (ПР), дво- (2ПР), три- (ЗПР) та чотирирядними (4ПР). Навантажувальна здатність багаторядних ланцюгів майже пропорційна числу рядів. Використання багаторядних ланцюгів дозволяє значно зменшити габаритні розміри передачі у площині, перпендикулярній до осей валів. Їх складають з тих же елементів, що і однорядні, тільки валики мають збільшену довжину. У зв'язку з наявністю ланок двох типів число ланок у ланцюговому контурі повинно бути парним. У разі необхідності використання ланцюга з непарним числом ланок застосовують спеціальні перехідні ланки.
Різновидністю роликових ланцюгів є урухомні роликові ланцюги типу ПРИ (із зігнутими пластинами). Такі ланцюги мають однотипні ланки, завдяки чому число ланок у контурі може бути парним або непарним. Роликові ланцюги із зігнутими пластинами мають більшу поздовжню податливість, і тому їх застосовують при навантаженнях ударного характеру.

### Втулкові ланцюги
Втулковий ланцюг за конструкцією не відрізняється від роликового, за винятком того, що він не має роликів. Урухомні втулкові ланцюги бувають однорядними — типу ПВ та дворядними — типу 2ПВ. Ланцюги типів ПВ виготовляють лише з кроком 9,525 мм. Такі ланцюги простіші за конструкцією, мають меншу масу, дешевші, але вони мають нижчу стійкість проти зношування.
Основним розмірним параметром урухомного роликового ланцюга є його крок t. Залежно від кроку у стандартних ланцюгах вибирають розміри всіх інших деталей. Серед інших розмірних параметрів ланцюгів розглядається площа A опорної поверхні шарніра, яка дорівнює добутку діаметра валика і ширини внутрішньої ланки. Цей параметр ланцюга враховується у розрахунках шарнірів на стійкість проти зношування.
Характеристикою міцності роликового ланцюга є руйнівне навантаження, що регламентується стандартом і яке визначається експериментальним шляхом на підприємствах, що виготовляють ланцюги.

### Зубчасті ланцюги

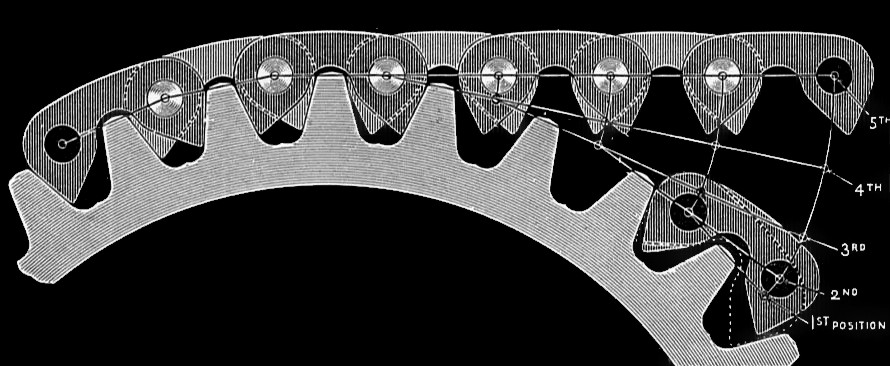
Зубчастий ланцюг

Конструкції шарнірів зубчастого ланцюга: а) шарнір ковзання; б) шарнір кочення

Зубчастий ланцюг складається з набору пластин двох типів. Основні пластини мають зовнішні бічні плоскі поверхні, якими вони спрягаються з двома зубцями зірочки. Напрямні пластини забезпечують центрування ланцюга відносно зірочок. Для цих пластин посередині вінця зірочок передбачається відповідний рівець.
Зубчасті ланцюги розрізняють за конструкцією шарнірів. В них використовують шарніри ковзання, в яких вкладиші 1 і 2, що закріплені в пластинах на всій ширині ланцюга, контактують із валиком 3. Шарнір допускає поворот пластин у два боки на кут φ = 30°. Шарніри кочення не мають валика, їх виготовляють із двома сегментними вкладишами 1 і 2. При взаємному повороті пластин вкладиші не ковзають, а перекочуються, що дозволяє підвищити ККД передачі та довговічність ланцюга.
Стандартизовані тільки зубчасті ланцюги з шарнірами кочення. Залежно від кроку ланцюга t регламентуються розміри всіх інших елементів ланцюга.
Зубчасті ланцюги у порівнянні з роликовими допускають дещо вищі швидкості, вони характеризуються більшою плавністю роботи, мають підвищену надійність завдяки багатопластинчастій конструкції. Однак вони мають більшу масу, складніші у виготовленні та дорожчі. Через це зубчасті ланцюги знайшли обмежене застосування.

## Матеріали виготовлення
Елементи роликових, втулкових та зубчастих ланцюгів виготовляють із таких матеріалів; пластини — із середньовуглецевих або легованих сталей 40, 45, 50, 30ХН3А із гартуванням до твердості 32…44 HRC, а валики, втулки, ролики і вкладиші — із цементованих сталей 10, 15, 20, 12ХН3А, 20ХН3А з термообробкою до твердості 45…65 HRC.